# Liste des navires de la Garde côtière de Malaisie

## Patrouilleurs
- Classe Kotah Bharu [1] Pays-Bas/ Malaisie :
  - KM Kota Bharu
  - KM Kuala Kangsar
  - KM Seri Menanti
- Classe Ojika [2] Japon :

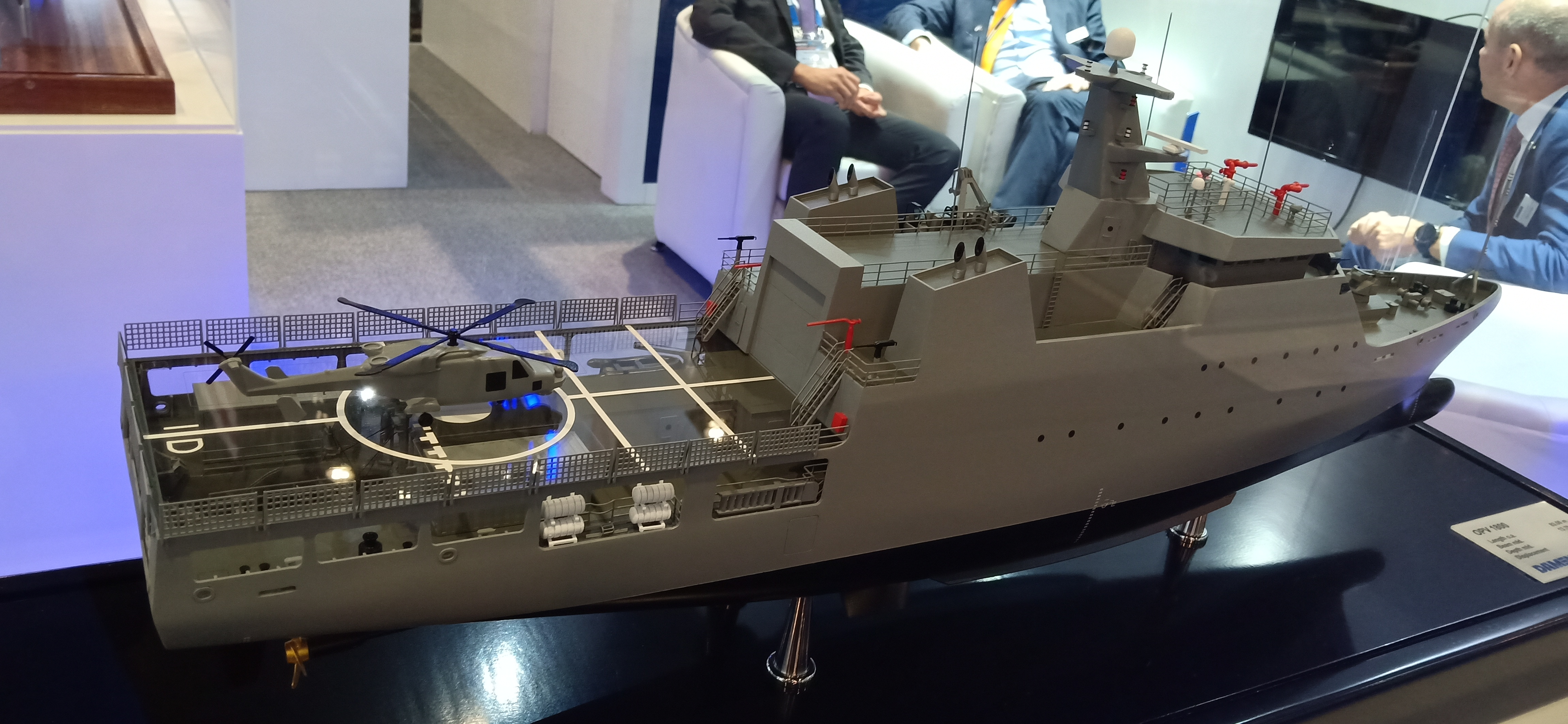
Classe Kotah Bharu

  - KM Pekan (9203) (ex-JCG Erimo (PL-02)
  - KM Aru (8704) (ex-JCG Oki (PL-01)

- Classe Langkawi  Corée du Sud :

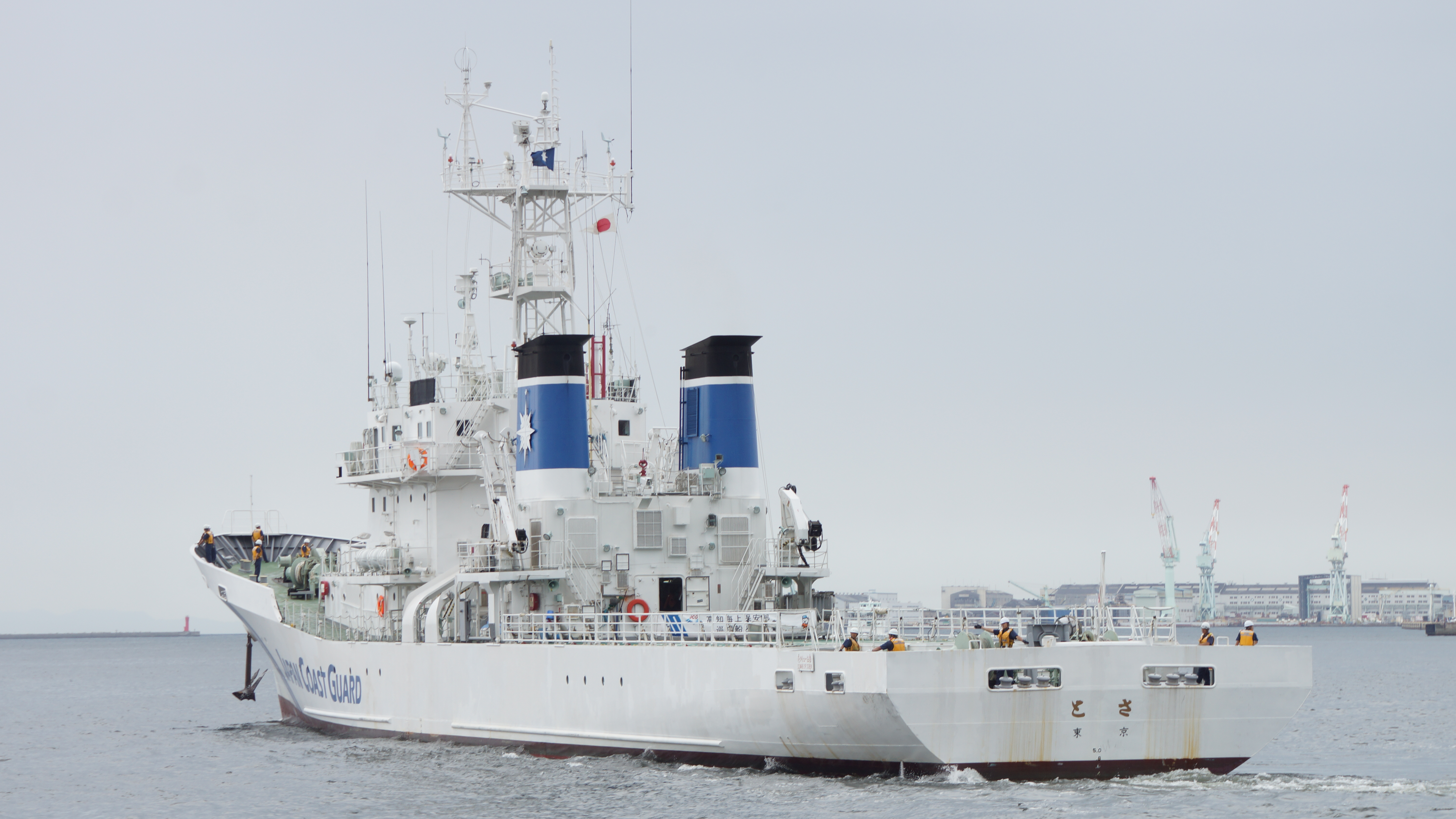
Classe Ojika

  - KM Langkawi (7501) (ex-KD Musytari)
  - KM Bangi (7502) (ex-KD Marikh)
- Classe Bagan Datuk [3] Allemagne/ Malaisie :
  - KM Bagan Datuk (4541)
  - KM Sri Aman (4542)
  - KM Kota Belud (4543)
  - KM Tok Bali (4544)
  - KM Kota Kinabalu (4545)
  - KM Lahad Datu (4546)

- Classe Perwira  Australie :

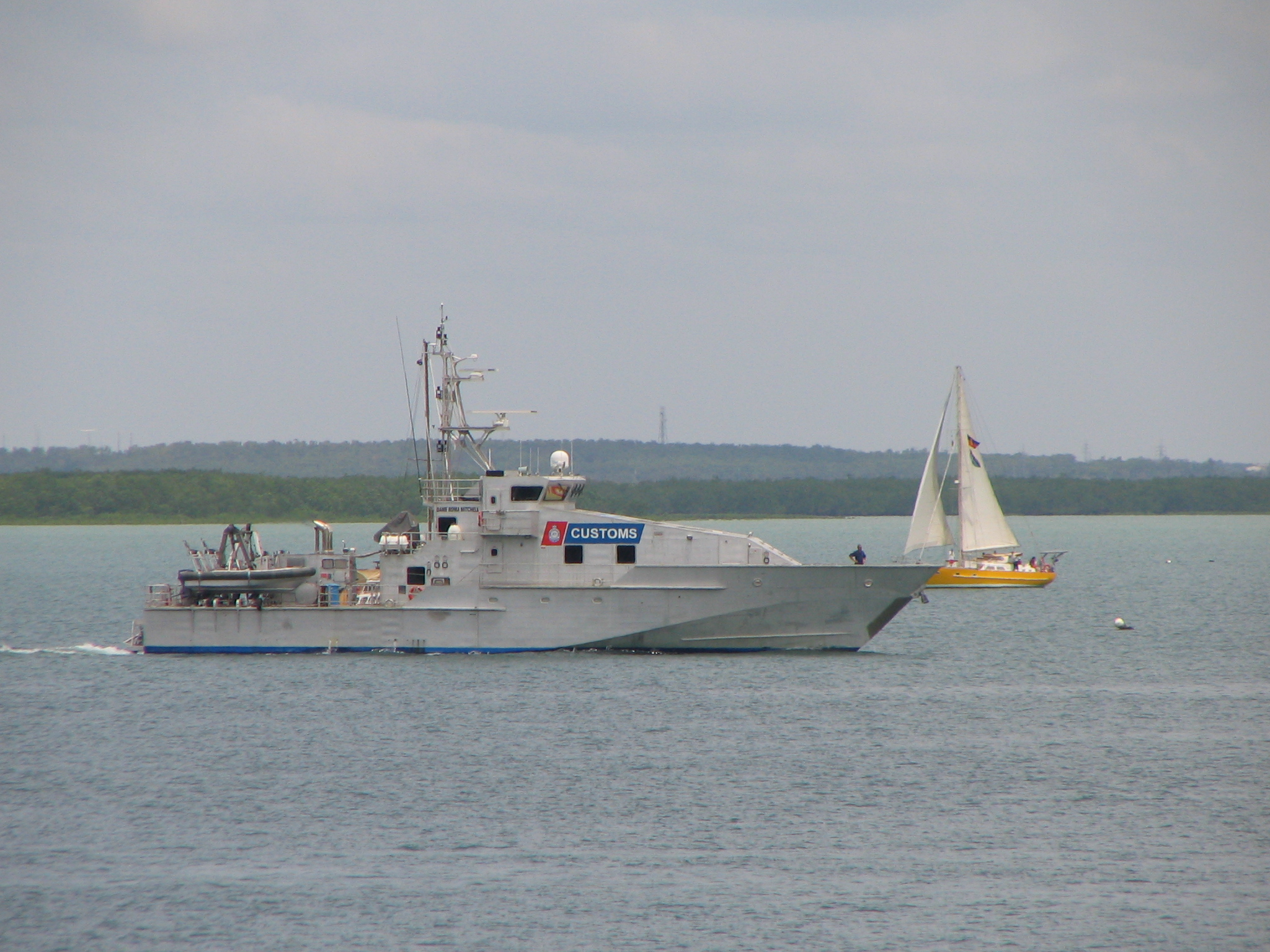
KM Satria

  - KM Perwira (3801) (ex-ACV Arnhem Bay)
  - KM Satria (3802) (ex-ACV Dame Roma Mitchell)
- KM Marlin  Japon
- Classe Gagah  Malaisie : 15 unités
- Classe Ramunia  Malaisie : 7 unités
- Classe Gemia Modèle:MAl : 9 unités
- Classe Rhu  Malaisie : 2 unités
- Classe Malawali  Malaisie : 4 unités
- Classe Nusa  Malaisie : 2 unités
- Classe Tugau  Malaisie : 15 unités
- Classe Semilang  Malaisie : 4 unités
- Classe Peninjau  Malaisie : 1 unités

## Navires d'attaque rapide
- Classe Penggalang  Malaisie : 50 unités
- Classe Pengawal  Malaisie : 12 unités
- Classe Penyelamt  Malaisie : 10 unités
- Classe Kilat  Malaisie : 53 unités
- Classe Petir  Malaisie : 10 unités
- Classe Pengaman  Malaisie : 1 unité
- Classe Pelindung  Malaisie : 5 unités